# Declan O'Sullivan
Pour les articles homonymes, voir O'Sullivan.
 (mars 2024).
Si vous disposez d'ouvrages ou d'articles de référence ou si vous connaissez des sites web de qualité traitant du thème abordé ici, merci de compléter l'article en donnant les références utiles à sa vérifiabilité et en les liant à la section « Notes et références ».
Declan O'Sullivan, né le 18 décembre 1983, est un joueur de football gaélique du club de Dromid Pearse et du Kerry GAA. Il joue milieu de terrain offensif côté droit en équipe de Comté. Il a gagné par trois fois le All Ireland avec le Comté de Kerry.
Il a été élu tris fois dans l’équipe All-Star au terme des saisons 2007, 2008 et 2009 du Championnat d'Irlande de football gaélique.

## Carrière
Declan O'Sullivan a fait sa première apparition en équipe du Comté de Kerry en 2003 dans un match contre Tipperary. Il gagne l’année suivante le National Football League et le All-Ireland battant plutôt facilement l’équipe de Mayo.
2005 fut une année un peu moins glorieuse pour O'Sullivan au vu de la défaite de Kerry en demi-finale du All-Ireland contre les futurs vainqueurs Tyrone GAA.
En 2006, O'Sullivan devient le capitaine de l’équipe du Kerry. Il emmène son équipe à la victoire en finale une nouvelle fois contre Mayo. Il avait pourtant perdu sa place dans l’équipe en début de saison après une série de matchs difficiles pour lui et après avoir été sifflé par une partie de ses propres supporters. En cours de saison, il retrouve toutefois sa place sur l’aile droite du milieu de terrain et joue la finale où il marque le premier but.
En 2007, O'Sullivan connait sa meilleure saison, marquant des buts importants contre Monaghan GAA et Dublin GAA sur la route de la finale du All-Ireland. En finale Kerry gagne contre son voisin de Cork GAA 3-13 à 1-09. Kerry est alors le premier Comté à gagner le titre deux fois consécutivement depuis la grande équipe de Cork en 1990. O'Sullivan est alors sélectionné dans l’équipe All-Star de l’année pour la première fois.